# Joachim Masannek
Joachim Masannek (Hamm, 1º settembre 1960) è uno scrittore e regista tedesco.

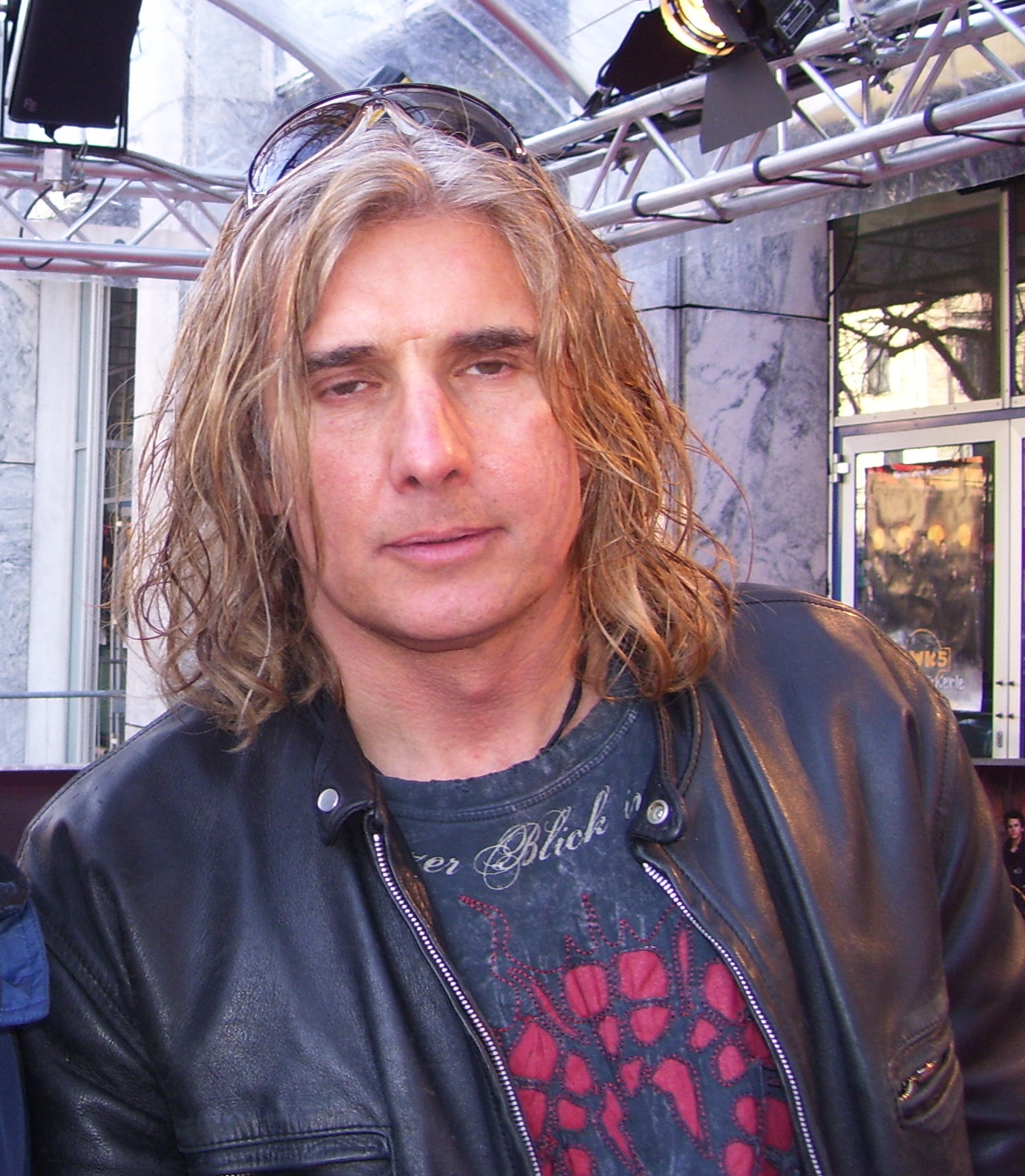
Joachim Masannek

È famoso per essere il creatore della serie di libri de La tribù del pallone.

## Vita privata
Per scrivere i suoi romanzi, Masannek ha tratto ispirazione dalla sua esperienza come allenatore della squadra di calcio giovanile dei due figli Leon Wessel-Masannek e Marlon Wessel, i quali tra l'altro interpretano due personaggi nei film de La tribù del pallone, tratti dai suddetti romanzi.